# レミ・ディ・グレゴリオ
レミ・ディ・グレゴリオ（Rémy Di Grégorio、1985年7月31日 - ）は、フランス、マルセイユ出身の自転車競技（ロードレース）選手。

## 経歴
2003年、国内選手権・ジュニア部門ロードレース優勝。
2005年、フランセーズ・デ・ジューと契約を結んでプロ転向。
2007年
- ドーフィネ・リベレ山岳賞。
- ツール・ド・フランス初出場。第4ステージにて、落車により肘を骨折しリタイア。

2008年
- ツール・ド・フランスにおいて、第10ステージに組まれたツールマレー峠をトップで通過、総合59位。
- ブエルタ・ア・エスパーニャ初出場、総合80位。

2010年
- カタルーニャ一周総合10位。

2011年、アスタナに移籍。
- パリ〜ニース 区間1勝(第7)

2012年、コフィディスに移籍。
- ツール・ド・フランスの休息日となった7月10日、所属するコフィディスチームが宿泊するホテルで、警察官及び『OCLAESP』の憲兵隊にドーピング容疑で逮捕された[1][2][3]。そして、グレゴリオのドーピング事例は、オゾンとブドウ糖を注射を用いて注入していたと見られると、フランス検察当局は述べた[4]。